# 那一年的幸福時光
《那一年的幸福時光》，台灣偶像劇。台灣電視公司、三立電視聯合出品，導演為游堅煜，該劇由郭采潔、溫昇豪、楊一展、隋棠、吳念真、黃韻玲主演。
該劇於2009年6月25日開拍，同年12月15日舉辦殺青酒。採邊拍邊播形式，台視於2009年8月7日、三立都會台於2009年8月8日晚間播出。該劇已於2010年1月1日播畢。入圍2010年第45屆金鐘獎四項獎項。

## 故事
|                                | 累了 就回家， 回到那一年幸福時光 |
| ——《那一年的幸福時光》官方網站 |                                  |

## 播出時間

### 首播
| 頻道                     | 所在地 | 播映時間     | 播出時間     |
| ------------------------ | ------ | ------------ | ------------ |
| 台視（數位頻道同步播出） | 臺灣   | 2009年8月7日 | 每週五22：00 |
| 三立都會台               | 臺灣   | 2009年8月8日 | 每週六22:30  |

### 重播
| 頻道                    | 所在地 | 播映時間      | 播出時間                     |
| ----------------------- | ------ | ------------- | ---------------------------- |
| 台視 (數位頻道同步播出) | 臺灣   | 2009年8月14日 | 每週五13:00                  |
| 台視 (數位頻道同步播出) | 臺灣   | 2009年8月15日 | 每週六13:00                  |
| 三立都會台              | 臺灣   | 2009年8月15日 | 每週六15:00                  |
| 三立都會台              | 臺灣   | 2009年8月9日  | 每週日14:30                  |
| 三立都會台              | 臺灣   | 2010年9月20日 | 每週一至五20:00（11月3日止） |
| 三立都會台              | 臺灣   | 2022年4月25日 | 每週一至五22:00              |

## 演員列表

### 主要演員
| 演員   | 角色              | 人物簡介、關係 | 登場             |
| 溫昇豪 | 江陳博 （32歲）   | 射手座 陳素馨之兄(因父親入贅)，曾任職於媒體業 但他只是階段性任務當上副總最後辭職在外面擺路邊攤 現在回到故鄉種芭樂，開了一家民宿「後山兄妹」，生意逐漸穩定中。 與黃國芬是一對戀人，最近為了如何求婚而煩惱不已，最後黃國芬自願把婚戒戴上，答應與他結婚。非常疼愛妹妹。 | 全劇             |
| 郭采潔 | 陳素馨 （25歲）   | 雙魚座 江陳博之妹，原為鄉下老師、長的極似英傑死去的愛人。為了愛情離開家鄉到台北都會獨自生活。但剛開始去台北時跟英傑分手了。因為英傑看到國志為了演戲給生重病的素馨爸爸看、而為素馨戴上戒指的樣子;而素馨也被碧兒的出於忌妒的謊言給蒙蔽。但他們在一次婚禮的巧遇中相遇、因此把誤會給解開了、彼此也更珍惜對方，但趙律師以能幫英傑奪回總裁之位，而利誘林英傑，逼他跟碧兒結婚，才導致素馨跟英傑分手。分手後，素馨大受刺激，導致心智退化一度到童年時期。在目睹英傑遭車的衝擊下回復記憶，後已平安生下一子。 | 全劇             |
| 楊一展 | 林英傑 （33歲）   | 民國68年6月7日生 某大公司特助。曾經有一位長的和素馨極相像的戀人，但她在一次無國界醫生研究中，染上病毒而致死。從此英傑變了、只在自己的圈圈生活，直到他遇見了素馨，而慢慢的想踏出這個圈圈。但在一次的誤會中、他在電話中和素馨提分手、不過最後化解了誤會，卻被趙律師以能幫英傑奪回總裁之位，而利誘林英傑，逼他跟碧兒結婚，導致英傑跟素馨分手，此後一意孤行地想要推動宜蘭渡假村的計畫作為對素馨的補償，卻因此被趙律師從總裁之位拉下來。一次與素馨的見面離別時，為了挽回陳素馨而被車撞。                | 全劇             |
| 隋棠   | 黃國芬 粤配：莎拉 | 獅子座 阿勝跟秀玉親生女兒 黃國志是她弟弟 她英國留學歸國。 曾在台北一家公司上班做設計總監，是宜蘭渡假村的設計者，因不滿上司鬧事而被解僱後回到故鄉養大閘蟹，卻因為江陳博的疏忽而遭挫，後來選擇在「後山兄妹」當一輩子的老闆娘。 與江陳博是一對戀人，後來答應與江陳博結婚。 | 5-21             |
| 吳定謙 | 黃國志            | 阿勝跟秀玉的兒子 黃國芬是他姐姐 喜歡陳素馨但卻不敢表白 後來陳素馨講出不喜歡他，而且表示喜歡的人是林英傑，所以就祝福她獲得幸福。 | 1-10,12-18,20-21 |

### 陈家
| 演員   | 角色                | 人物簡介、關係 | 登場                  |
| 吳念真 | 陳定河 粤配：羅偉亮 | 阿河 宜兰鄉下果農，陳素馨與江陳博之父，非常疼愛子女的一家之主。 | 全劇                  |
| 黃韻玲 | 江麗美              | 陳定河之妻，溫柔嫻慧的好媽媽。 | 1-9,11-12,15-17,20-21 |
| 溫昇豪 | 江陳博 （32歲）     | 射手座 陳素馨之兄(因父親入贅)，曾任職於媒體業 但他只是階段性任務當上副總最後辭職在外面擺路邊攤 現在回到故鄉種芭樂，開了一家民宿「後山兄妹」，生意逐漸穩定中。 與黃國芬是一對戀人，最近為了如何求婚而煩惱不已，最後黃國芬自願把婚戒戴上，答應與他結婚。非常疼愛妹妹。 | 全劇                  |
| 郭采潔 | 陳素馨 （25歲）     | 雙魚座 江陳博之妹，原為鄉下老師、長的極似英傑死去的愛人。為了愛情離開家鄉到台北都會獨自生活。但剛開始去台北時跟英傑分手了。因為英傑看到國志為了演戲給生重病的素馨爸爸看、而為素馨戴上戒指的樣子;而素馨也被碧兒的出於忌妒的謊言給蒙蔽。但他們在一次婚禮的巧遇中相遇、因此把誤會給解開了、彼此也更珍惜對方，但趙律師以能幫英傑奪回總裁之位，而利誘林英傑，逼他跟碧兒結婚，才導致素馨跟英傑分手。分手後，素馨大受刺激，導致心智退化一度到童年時期。在目睹英傑遭車的衝擊下回復記憶，後已平安生下一子。 | 全劇                  |

### 黄家
| 演員   | 角色              | 人物簡介、關係 | 登場                    |
| 蔡振南 | 阿 勝             | 賣茶葉，秀玉之夫，很怕老婆，與阿河是多年好友。 | 2-9,12-13,16-21         |
| 林美秀 | 秀 玉             | 經營民宿，阿勝之妻，與麗美是多年好姐妹，很疼愛兒子國志。 | 2-7,9,11-12,17-18,20-21 |
| 隋棠   | 黃國芬 粤配：莎拉 | 獅子座 阿勝跟秀玉親生女兒 黃國志是她弟弟 她英國留學歸國。 曾在台北一家公司上班做設計總監，是宜蘭渡假村的設計者，因不滿上司鬧事而被解僱後回到故鄉養大閘蟹，卻因為江陳博的疏忽而遭挫，後來選擇在「後山兄妹」當一輩子的老闆娘。 與江陳博是一對戀人，後來答應與江陳博結婚。 | 5-21                    |
| 吳定謙 | 黃國志            | 阿勝跟秀玉的兒子 黃國芬是他姐姐 喜歡陳素馨但卻不敢表白 後來陳素馨講出不喜歡他，而且表示喜歡的人是林英傑，所以就祝福她獲得幸福。 | 1-10,12-18,20-21        |

### 林家
| 演員   | 角色            | 人物簡介、關係 | 登場              |
| 柯一正 | 林長壽          | 林英浩之父，林英傑的叔叔，但後來證實為英傑的親生父親，為中翔集團總裁 | 1-3,5-11,13-15,21 |
| 柯宇綸 | 林英浩          | 林長壽之子，是個浪蕩無稽的小開。国芬在台北的公司小老板 | 5-6,9-11,13-14    |
| 楊一展 | 林英傑 （33歲） | 民國68年6月7日生 某大公司特助。曾經有一位長的和素馨極相像的戀人，但她在一次無國界醫生研究中，染上病毒而致死。從此英傑變了、只在自己的圈圈生活，直到他遇見了素馨，而慢慢的想踏出這個圈圈。但在一次的誤會中、他在電話中和素馨提分手、不過最後化解了誤會，卻被趙律師以能幫英傑奪回總裁之位，而利誘林英傑，逼他跟碧兒結婚，導致英傑跟素馨分手，此後一意孤行地想要推動宜蘭渡假村的計畫作為對素馨的補償，卻因此被趙律師從總裁之位拉下來。一次與素馨的見面離別時，為了挽回陳素馨而被車撞。 | 全劇              |

### 赵家
| 演員   | 角色              | 人物簡介、關係 | 登場       |
| 羅北安 | 趙大山 （趙律師） | 碧兒的爸爸，疼愛女兒，為了女兒心愛的人，甘願和林長壽作對                                                                   | 5, 8,11-21 |
| 林孟瑾 | 趙碧兒            | 民國70年3月28日生，29歲，牡羊座 趙律師之女，深愛林英傑，為了贏得英傑的心，不擇手段，因趙律師用奪回總裁之位來利誘英傑娶碧兒 | 全劇       |

### 其他演員
| 演員   | 角色            | 人物簡介、關係                                                                                               | 登場      |
| 范筱梵 | Maggie          | 模特兒，喜歡有錢有地位的男生，所以為了錢去追求副總江陳博，因為江陳博離職所以又愛上了高總高新富，被高總包養。 | 1-5,10    |
| 朱德剛 | 高新富 （高總） | 陰險狡詐，努力拍馬屁的職員，有老婆還包養Maggie                                                               | 1-5,10    |
| 陳希聖 | 師 傅           | 江陳博在力翔公司的師傅，是個處處為員工著想的好上司                                                           | 2-9,17-21 |
| 姚坤君 | 小 花           | 陳博都叫她花媽，陳博與素馨的房東亦是素馨少數在台北的好友。                                                   | 7-12      |
| 潘裕文 | 一 平 （Peter） | 從大學時期就開始暗戀國芬，五年來不斷收集有關國芬的資料集成數本筆記，最後卻不被國芬納入選擇之內               | 12-16     |

### 客串演員
| 演員           | 角色       | 人物簡介、關係                                             | 登場      |
| 郭采潔         | 小潔       | 林英傑所追求醫生，感染伊波拉病毒而死                       | 1,4       |
| 楊士平         | 資深主管   |                                                            | 1         |
| 蔡政良（Fa）   | 警察小林   | 經常遇到江陳博違反交通規例而開告票，但看得出二人交情甚好。 | 1-2       |
| 張葳           | Windy      | 總裁特助林英傑的秘書                                       | 1-6       |
| 薛提縈         | Cindy      | 江陳博副總的秘書                                           | 1-5       |
| 高瑋圻         | 吉祥物甲   |                                                            | 1-2       |
| 夏大寶         | 吉祥物乙   |                                                            | 1-2       |
| 阿九           | 刺青男     |                                                            | 1-2       |
|                | 攝影師     |                                                            | 1         |
| 蔡明修         | 計程車司機 |                                                            | 1,3       |
| Steven譚       | 香港人     |                                                            | 1         |
| 台北市救難協會 | 消防隊員   |                                                            | 1         |
| 何俊希         | 外國客戶   |                                                            | 1         |
| 游堅煜         | 阿煌       | 鄰居，賣菜的                                               | 4-6       |
| 柯慈輝         | 王通勝     | 警察，江陳博國中同學                                       | 5         |
| 林木榮         | 店長       | 素馨與小花工作地方的店長，暗戀素馨                         | 7-9       |
| 鄭凱云         | 江凱       | 江陳博的表弟，江麗美姐妹的兒子                             | 8-9,11,21 |
| 林導           | 總幹事     | 宜蘭員山鄉農會總幹事                                       | 8-9       |
| 黃中佑         | 主持人     |                                                            | 13-14     |
| 王維民         | 呂議員     | 由賽門推薦幫助林英傑進行宜蘭渡假村計畫卻被趙律師威脅。     | 17-18     |
| 洪晟文         | 賽門       | 林英傑之好友，幫助林英傑進行宜蘭渡假村計畫卻被趙律師威脅。 | 17        |
| 李民澤         | 心理醫生   | 幫助患ＰＴＳＤ的陳素馨恢復記憶。                           | 18        |
| 黃常祚         | 伴郎       |                                                            | 21        |
| 張艾亞         | 艾亞       |                                                            | 21        |

## 電視劇歌曲
- 片頭曲：潘裕文〈近在眼前〉[2]
  - 詞：姚若龍 曲：李雙飛
- 片尾曲：潘裕文、徐凱希〈幸福的時光〉
  - 詞：姚若龍 曲：楊子樸（Venk）

## 週邊商品
- 《那一年的幸福時光．原創小說》，2009年8月，ISBN 978-986-6606-58-8
- 《那一年的幸福時光：一段創造幸福的幕後紀事》，2009年9月，ISBN 978-986-6606-59-5

## 大事紀
- 2009年
  - 6月25日，《那一年的幸福時光》開鏡[3]。
  - 7月27日，《那一年的幸福時光》首場電影特映會。
  - 8月7日，《那一年的幸福時光》於台視首播。
  - 8月8日，《那一年的幸福時光》於三立都會台首播。

## 收視率

### 台視首播收視率
| 播映日期                                                         | 集數     | 平均收視率 | 排名 | 分段最高收視率 | 備註                     |
| ---------------------------------------------------------------- | -------- | ---------- | ---- | -------------- | ------------------------ |
| 2009年8月7日                                                     | 01       | 1.61       | 3    | 2.19           |                          |
| 2009年8月14日                                                    | 02       | 1.12       | 2    | 1.89           |                          |
| 2009年8月21日                                                    | 03       | 1.27       | 3    |                |                          |
| 2009年8月28日                                                    | 04       | 1.38       | 3    |                |                          |
| 2009年9月4日                                                     | 05       | 1.11       | 3    |                |                          |
| 2009年9月11日                                                    | 06       | 1.50       | 3    |                |                          |
| 2009年9月18日                                                    | 07       | 1.45       | 3    |                |                          |
| 2009年9月25日                                                    | 08       | 1.66       | 1    | 1.85           |                          |
| 2009年10月2日                                                    | 09       | 2.14       | 2    |                |                          |
| 2009年10月9日                                                    | 10       | 1.77       | 3    |                |                          |
| 2009年10月16日台視因進行2009金鐘獎頒獎典禮現場轉播，暫停播出一次 |          |            |      |                |                          |
| 2009年10月23日                                                   | 11       | 1.14       | 3    |                |                          |
| 2009年10月30日                                                   | 12       | 1.80       | 3    |                |                          |
| 2009年11月6日                                                    | 13       | 1.77       | 3    |                |                          |
| 2009年11月13日                                                   | 14       | 2.19       | 1    |                |                          |
| 2009年11月20日                                                   | 15       | 2.01       | 2    |                |                          |
| 2009年11月27日                                                   | 16       | 2.39       | 1    |                |                          |
| 2009年12月4日                                                    | 17       | 2.77       | 1    |                |                          |
| 2009年12月11日                                                   | 18       | 2.15       | 1    |                |                          |
| 2009年12月18日                                                   | 19       | 2.73       | 1    |                |                          |
| 2009年12月25日                                                   | 20       | 2.45       | 1    |                |                          |
| 2010年1月1日                                                     | 21       | 3.53       | 1    |                | 開播以來最高收視平均紀錄 |
| 平均收視                                                         | 平均收視 | 1.90       | -    | -              | -                        |

- 註: 同時段節目有中視《超級星光大道》、民視《終極三國》、三立《用心看台灣》、中天《康熙來了》、華視《痞子英雄》與其他同時段特別節目等，排名與上述節目共同排名。

## 製作團隊
- 監　　製：陳一俊
- 行銷統籌：張正芬
- 策　　劃：柯雁心
- 編　　審：
- 製 作 人：陳希聖
- 藝術顧問：
- 剧本统筹：邓紫珊
- 編　　劇：孫法鈞、雪蓉
- 製　　片：蘇國興 王瑤慈
- 執行製作：柯慈輝
- 製作助理：黃常祚 羅元佑 林木榮
- 導 演：游堅煜 徐輔軍 陳希聖
- 副 導 演：高美亮 周卉芳
- 助　　導：王妙紅
- 場    記：王郁勳 黃芝嘉
- 攝 影 師：王順民 胡午正
- 攝影助理：游子慶 侯東村 李俊宜
- 協助拍攝：宜蘭縣政府文化局影視協拍中心(協拍片頭、片尾)
- 燈 光 師：王士維
- 燈光助理：陳鵬元 王冠君
- 美術指導：連玉喆
- 執行美術：
- 道具助理：呂宛芝 黃顥怡
- 整體造型：Joy
- 造型助理：
- 服 裝 師：代 玟
- 服管助理：
- 化 妝 師：
- 髮 型 師：
- 梳化助理：嘉 蓉 婷 婷
- 場　　務：郭銘良 鄭名祥
- 剪 接 師：許君慧
- 剪接助理：
- 後製剪輯：
- 片頭導演：
- 後　　製：
- 片頭影像製作：
- 攝影器材：大米數位
- 活動企劃：
- 數位行銷：劉永祺、林秀芬
- 公關宣傳：
- 戲劇包裝：何當裕
- 平面視覺設計：謝易霖
- 動畫視覺設計：
- 專案企劃：
- 平面攝影：陳晉生
- 版權行銷：謝玒玲、游純真、陳明宜
- 網頁設計：劉永祺、范淑惠

## 獎項
| 年份   | 頒獎典禮     | 獎項                     | 入圍者           | 結果 |
| ------ | ------------ | ------------------------ | ---------------- | ---- |
| 2010年 | 第45屆金鐘獎 | 個人獎：戲劇節目男主角獎 | 溫昇豪           | 提名 |
| 2010年 | 第45屆金鐘獎 | 個人獎：戲劇節目女主角獎 | 郭采潔           | 提名 |
| 2010年 | 第45屆金鐘獎 | 行銷廣告獎：節目行銷獎   | 那一年的幸福時光 | 提名 |
| 2010年 | 第45屆金鐘獎 | 行銷廣告獎：頻道廣告獎   | 那一年的幸福時光 | 提名 |

## 外部連結
- 官方网站－台視
- 互联网电影数据库（IMDb）上《那一年的幸福時光》的资料（英文）

## 作品的變遷
| 台灣 台視 星期五 22:00 - 23:35                                       | 台灣 台視 星期五 22:00 - 23:35                             | 台灣 台視 星期五 22:00 - 23:35           |
| -------------------------------------------------------------------- | ---------------------------------------------------------- | ---------------------------------------- |
|                                                                      | 那一年的幸福時光 （2009年8月7日 - 2010年1月1日）           |                                          |
| 比賽開始 （2009年3月20日 - 2009年7月31日）                           | 第二回合我愛你 （2010年1月8日 - 2010年5月28日）            |                                          |
| 每週一至週五22:00 - 23:00 2022年1月17日起 每週一至週四 22:00 - 23:00 |                                                            |                                          |
| 愛上哥們（重播） （2021年11月8日－2021年12月20日）                   | 那一年的幸福時光（重播） （2021年12月21日－2022年2月15日） | 天才醫師耀漢（重播） （2022年2月16日－） |

| 台灣 三立都會台 星期六22:30          | 台灣 三立都會台 星期六22:30                  | 台灣 三立都會台 星期六22:30 |
| ------------------------------------ | -------------------------------------------- | --------------------------- |
|                                      | 那一年的幸福時光 （2009.08.08 - 2010.01.02） |                             |
| 比賽開始 （2009.03.28 - 2009.08.01） | 第二回合我愛你 （2010.01.09 - 2010.05.29）   |                             |

| 香港 無線劇集台 星期六 19:30       | 香港 無線劇集台 星期六 19:30                                                                | 香港 無線劇集台 星期六 19:30 |
| ---------------------------------- | ------------------------------------------------------------------------------------------- | ---------------------------- |
|                                    | 那一年的幸福時光 （2010.01.08 - 2010.05.01）                                                |                              |
| 紫玫瑰 （2009.10.31 - 2010.01.02） | 大樹下廣播網 （2010.05.01） 就想賴著妳獨家大搜祕 （2010.05.05） 就想賴著妳 （2010.05.08 -） |                              |

| 新加坡 星和娛家戲劇台 星期天 20:45-22:30 | 新加坡 星和娛家戲劇台 星期天 20:45-22:30     | 新加坡 星和娛家戲劇台 星期天 20:45-22:30 |
| ---------------------------------------- | -------------------------------------------- | ---------------------------------------- |
|                                          | 那一年的幸福時光 （2010.04.18 - 2010.08.08） |                                          |
| 比賽開始 （2009.11.29 - 2010.04.11）     | 淡水河聯播網 （2010.08.15 - ）               |                                          |

| 台灣 東森戲劇台 每週六 20:30 - 22:00 | 台灣 東森戲劇台 每週六 20:30 - 22:00        | 台灣 東森戲劇台 每週六 20:30 - 22:00 |
| ------------------------------------ | ------------------------------------------- | ------------------------------------ |
|                                      | 那一年的幸福時光 （2014.11.29 - 2015.4.18） |                                      |
| 含笑食堂 （2014.6.7 - 2014.11.22）   | 愛心聯播網                                  |                                      |